# Manuel Codorniu Ferreras
Manuel Codorniu i Ferreras (Esparreguera, 1788 – Madrid, 1857) va ser un metge fill i net de metges.

## Biografia
Va començar els seus estudis de medicina a la Universitat de Cervera, però després passa a cursar Patologia i Clínica a la Universitat de València. Essent a la ciutat del Túria, va esclatar la Guerra de la Independència i s'allista a un cos de Voluntaris d'Honor de la Universitat de Toledo. El 1811 és nomenat metge interí d'aquest cos; el destinen, primer, a Figueres i, més tard, fins al final de la guerra, a Mataró. El 1819, l'anomenen primer metge en cap de l'Exèrcit Expedicionari d'Ultramar.
El 1821 embarca cap a Mèxic com a metge en cap de l'Exèrcit de Nova Espanya. A Mèxic hi fa una gran labor: estableix escoles gratuïtes i organitza l'Acadèmia de Medicina Pràctica de Mèxic. Hi entra en una lògia maçònica i funda la revista El Sol.
Torna a Espanya el 1829, sota el mandat de Ferran VII i, per les seves conviccions liberals, no pot exercir càrrecs públics. Fomenta l'organització gremial de la professió mèdica i, amb l'ajut d'altres col·legues liberals, crea la Sociedad Mèdica General de Socorros Mutuos (1835).
En morir el rei Ferran VII, Manuel Codorniu s'acull l'any 1836 a una llei d'amnistia que li permet reingressar de forma activa al cos mèdic militar. Ingressa com a subinspector mèdic de l'Exèrcit del nord durant la primera guerra carlista. Dos anys després, crea un sistema d'hospitals i redacta un Reglamento de Hospitales Militares. El 1847 és nomenat director general del cos de Sanitat Militar, càrrec que li permet fer una sèrie de publicacions sobre medicina preventiva.
L'any 1854 és diputat a Corts i senador per la província de Tarragona. Va participar en la redacció del projecte de Llei de Sanitat del 1855.
Mor a Madrid l'any 1857, un any després de la seva jubilació de l'exèrcit.